# 金色 (紋章學)

法國多姆山省徽章使用了金色

在紋章學中，金色（/ɔːr/；在法語意為「黃金」）是紋章學中常用的顏色之一，很多時候和黃色等義。在紋章學的用色規則中，金色屬於金屬色，原則上不能和其他金屬色同時使用（如銀色）。但耶路撒冷王的紋章是在銀色盾牌上有金色十字，是少見的違反案例。